# Condado de Plymouth (Massachusetts)
O Condado de Plymouth (em inglês:  Plymouth County) é um dos 14 condados do estado norte-americano de Massachusetts. As sedes do condado são Plymouth e Brockton, e sua maior cidade é Plymouth. Foi fundado em 1685.
O condado possui uma área de 2 831 km², dos quais 1 124 km² estão cobertos por água, uma população de 494 919 habitantes, e uma densidade populacional de 289,9 hab/km² (segundo o censo nacional de 2010).